# Луґі-Ренткі
Луґі-Ренткі (пол. Ługi-Rętki) — село в Польщі, у гміні Збучин Седлецького повіту Мазовецького воєводства.
Населення — 151 особа (2011).
У 1975-1998 роках село належало до Седлецького воєводства.

## Демографія
Демографічна структура станом на 31 березня 2011 року:
|          | Загалом | Допрацездатний вік | Працездатний вік | Постпрацездатний вік |
| -------- | ------- | ------------------ | ---------------- | -------------------- |
| Чоловіки | 72      | 20                 | 43               | 9                    |
| Жінки    | 79      | 22                 | 37               | 20                   |
| Разом    | 151     | 42                 | 80               | 29                   |